# 布莱莱米讷
布莱莱米讷（法語：Blaye-les-Mines，法語發音：[blaj le min]）是法国奧克西塔尼大區塔恩省的一个市镇，属于阿尔比区。

## 地理
布莱莱米讷（44°2'1"N, 2°9'31"E）面积8.88 平方千米，位于法国奧克西塔尼大區塔恩省，该省份为法国南部内陆省份，北起顺时针与阿韦龙省、埃罗省、奥德省、上加龙省和塔恩-加龙省接壤。
与布莱莱米讷接壤的市镇（或旧市镇、城区）包括：卡尔莫、勒加里克、加博斯堡、圣伯努瓦德卡尔莫。

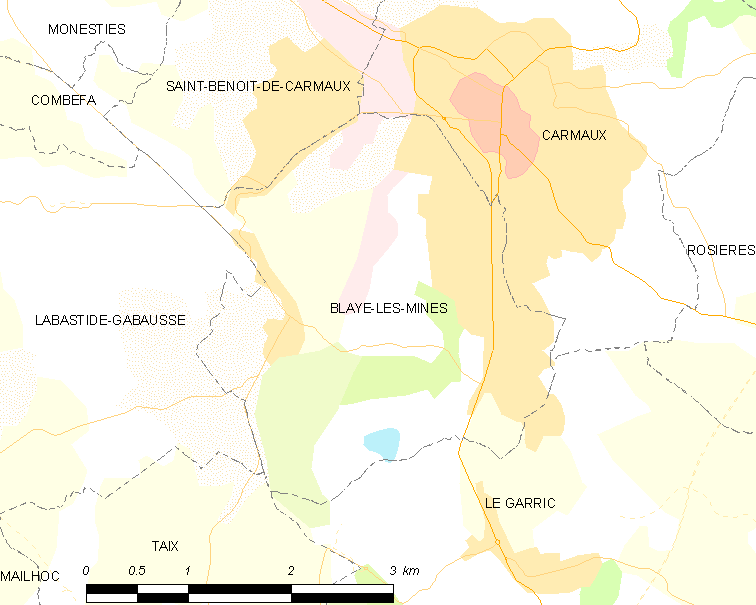
布莱莱米讷的OSM定位图

布莱莱米讷的时区为UTC+01:00、UTC+02:00（夏令时）。

## 行政
布莱莱米讷的邮政编码为81400，INSEE市镇编码为81033。

## 政治
布莱莱米讷所属的省级选区为卡尔莫第二县。

## 人口

1962-2008年间布莱莱米讷人口变化图示

布莱莱米讷于2022年1月1日时的人口数量为2920人。